# چیرکی
چیرکی (روسی: Чиркей) یک منطقهٔ مسکونی در روسیه است که در داغستان واقع شده‌است.